# OTs-02 Kiparis
A OTS-02 Kiparis (ОЦ-02 Кипарис, "cipreste") é uma submetralhadora que foi projetada pela oficina de projetos de TsKIB SOO de Tula durante o início dos anos 1970, mas só foi introduzida em serviço em 1991. Destina-se principalmente a unidades de segurança interna e policiais, foi adotada pela polícia russa e pelo Ministério do Interior (MVD).

## Detalhes
A OTS-02 é uma arma operada por blowback com câmara para o cartucho 9×18mm Makarov.
A caixa da culatra é feita de aço prensado com um punho de pistola de plástico sintético. Alimenta-se de um carregador reto destacável de aço estampado, inserido na frente do guarda-mato e com capacidade para 20 ou 30 munições.
A arma tem uma coronha esqueletizada de aço rudimentar que se dobra para cima, ficando sobre a caixa da culatra ao ser dobrada. A Kiparis é fornecida com um supressor de ruído com uma vida útil de aproximadamente 6.000 cartuchos, a mesma vida útil do cano.
A OTS-02 Kiparis também pode acomodar uma mira de ponto vermelho ou um ponteiro laser tático que se encaixa na frente do alojamento do carregador de forma que a parte inferior do dispositivo de mira a laser possa atuar como uma empunhadura dianteira durante a mira.

## Variantes
- OTS-02 (ОЦ-02 "Кипарис")
- OTS-02-1 (ОЦ-02-1): Variante com silenciador integrado.
- GMC-700: Pistola de gás não letal para agências de segurança privada, apenas 30 foram feitas.[2]

## Usuários
- Líbano: Usada por forças especiais[3]
- Rússia - Ministério do Interior,[4] guardas de segurança do Banco Central da Rússia e do Sberbank[5] e outras autoridades[6]